# Nové Sady (Vysočina)
Nové Sady é uma comuna checa localizada na região de Vysočina, distrito de Žďár nad Sázavou.